# Supercompensatie
Supercompensatie is het herstel van het lichaam na een trainingsimpuls tot boven het oorspronkelijk niveau.

## Werking
Om supercompensatie te bewerkstelligen, zal het lichaam een trainingsprikkel moeten krijgen. Deze trainingsprikkel zal boven een bepaald minimum moeten liggen om het gewenste effect te bereiken. Een voorbeeld van een trainingsprikkel is een duurtraining waarbij de energievoorraad, met name de voorraad glycogeen, wordt aangesproken. Een ander voorbeeld is krachttraining, waarbij spieren op microniveau worden beschadigd. In beide gevallen zal het lichaam in de herstelfase de voorraden aanvullen en de schade herstellen, waarbij bij volledig herstel het nieuwe niveau boven het oorspronkelijke niveau ligt.

## Langetermijneffect
Als trainingsprikkels op de juiste wijze worden toegediend, zal het lichaam zich over een langere periode steeds beter aanpassen aan de nieuwe omstandigheden. Om het lichaam te blijven prikkelen, zullen de trainingsimpulsen met de tijd dan ook opgevoerd moeten worden, het overload-principe. In het geval van de duurtraining zal de glycogeenvoorraad dermate stijgen, dat het lichaam langer in staat zal zijn om duurinspanning vol te houden. In het geval van de krachttraining zullen de spieren steeds beter voorbereid zijn op zware arbeid, en deze zullen derhalve sterker worden.

## Fasen in supercompensatie

De vier fasen

Er zijn vier fasen in het belasting-herstel-supercompensatie-principe:
1. het trainingsniveau waarop de sporter zich bevindt voordat de training begint
2. de hoeveelheid energie die verbruikt wordt in deze training en de belasting
3. herstel na de training. Dit herstel is afhankelijk van de soort training, van enkele uren tot dagen
4. het lichaam gaat zich zodanig aanpassen dat de sporter op een hoger niveau uitkomt

## Het belang van herstel
Het fenomeen van supercompensatie laat zien dat trainingsarbeid en herstel geheel op elkaar afgestemd dienen te zijn. Is het herstel te langdurig, dan zullen de gemaakte verbeteringen weer verdwijnen. Ook inactiviteit is immers een nieuwe omstandigheid waar het lichaam zich aan zal passen, zie in dit verband ook bijvoorbeeld het verschijnsel atrofie. Is het herstel echter te kort, dan heeft het lichaam te weinig tijd om het benodigde herstel plaats te laten vinden en ontstaat overtraining. Beginnende sporters hebben een ruimere marge voor supercompensatie. Zij zullen sneller progressie boeken, ook wanneer de timing van training en herstel niet optimaal is. Hoe meer trainingsjaren, hoe lastiger het wordt om vooruitgang te behalen. De indeling van je trainingsroutine, de timing van je herstelmomenten en de juiste voeding worden dan steeds belangrijker.
Deskundige trainers weten precies hoe en wanneer trainingsprikkels toe te dienen op een dusdanige wijze, dat een atleet optimaal kan profiteren van het effect van de supercompensatie. Voor topsporters die dagelijks trainen, is het dan ook van groot belang dat de verschillende trainingsprikkels zorgvuldig op elkaar worden afgestemd. Samen met goede voeding is dit proces te optimaliseren.